# Amphilius uranoscopus
Amphilius uranoscopus és una espècie de peix de la família dels amfílids i de l'ordre dels siluriformes.

## Morfologia
Els mascles poden assolir els 19,5 cm de llargària total.

## Hàbitat
Viu en àrees de clima tropical entre els 20 i els 25 °C de temperatura.

## Distribució geogràfica
Es troba a l'Àfrica oriental i Central: des del riu Tana (Kenya) fins al riu Pongolo (KwaZulu-Natal, Sud-àfrica). També és present als rius Okavango i Zambesi.